# Милославская, Мария Ильинична
Царица Мари́я Ильи́нична, урождённая  Милосла́вская (1 [11] апреля 1624, Москва — 3 [13] марта 1669, Москва) — царица, 1-я жена царя Алексея Михайловича, мать Фёдора III, Ивана V и царевны Софьи Алексеевны.

## Биография
Принадлежала к дворянскому роду Милославских, в XIV веке вышедших из Польши. Дочь Ильи Даниловича Милославского, сторонника боярина Бориса Ивановича Морозова.

### Свадьба
В 1647 году по традиции, начавшейся со времени Ивана ΙΙΙ, когда его жена София Палеолог возобновила древний византийский обычай, для выбора супруги русскому царю был устроен смотр невест из русских красавиц. На смотр к Алексею привели почти двести девушек. Свой выбор он остановил на Евфимии Фёдоровне Всеволожской, дочери касимовского помещика. Царь отправил ей платок и кольцо в знак обручения.
Однако, согласно сообщению Олеария, свадьба была расстроена боярином Борисом Морозовым, царским воспитателем, обладавшим при дворе большой властью. Он желал породниться с царём, женив Алексея Михайловича на одной из сестёр Милославских — Марии, а себе взяв в жёны другую — Анну. Морозов подкупил парикмахера, и тот во время обряда наречения царской невестой так стянул девушке волосы, что она упала в обморок. Подкупленный Морозовым врач усмотрел в этом признаки падучей болезни. Отца невесты обвинили в сокрытии болезни и со всей семьёй отправили в ссылку в Тюмень (аналогичный случай произошёл с отцом Алексея — царём Михаилом: выбранная им на смотре Мария Хлопова тоже была «изведена интригами» и сослана).

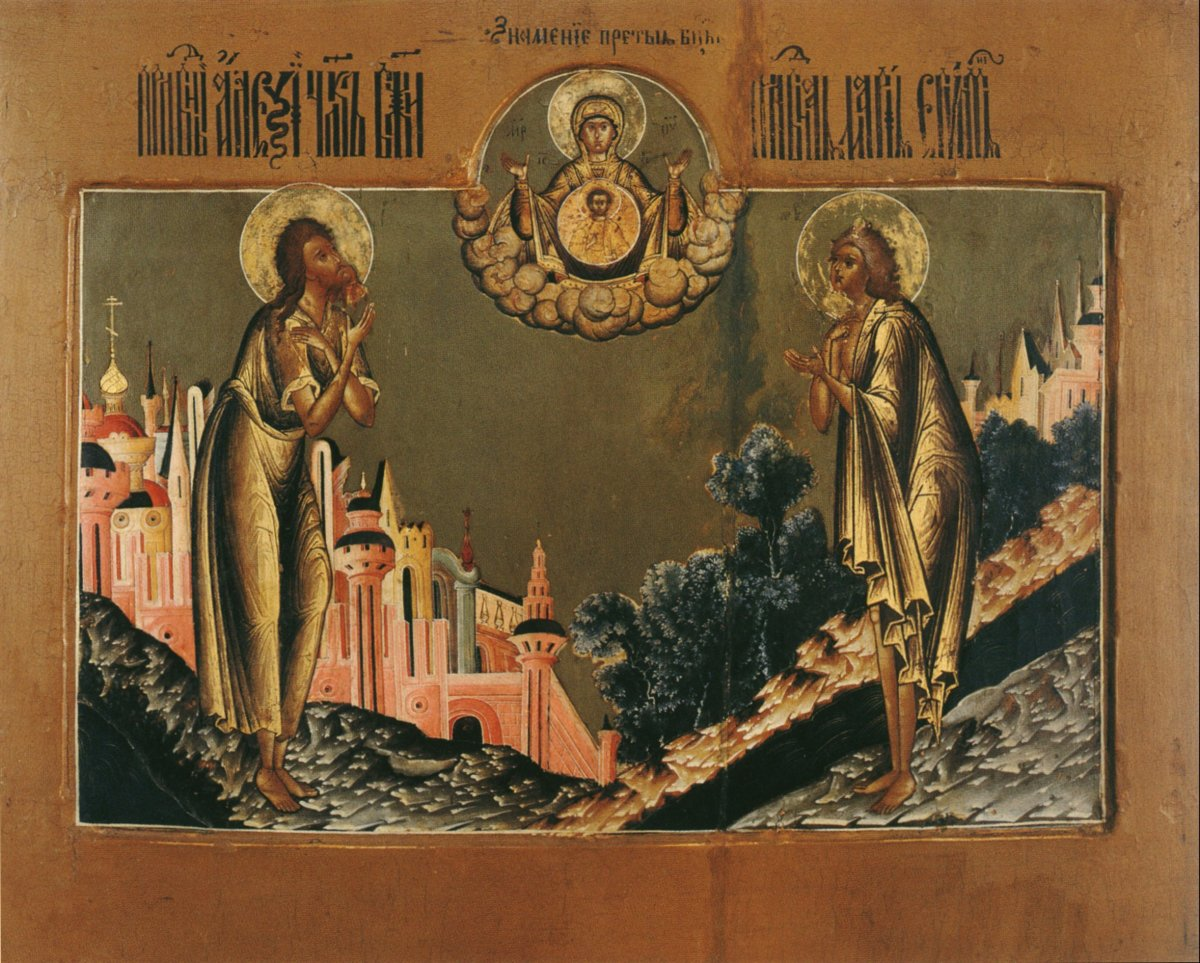
Яков Казанец. Святитель Алексий Человек Божий и преподобная Мария Египетская. Весна 1648 г. Икона написана к бракосочетанию царя Алексея Михайловича с царицей Марией Ильиничной

Боярин Морозов представил царю другую невесту — Марию Ильиничну Милославскую. По сообщению Григория Котошихина, царь сам заметил её в церкви и повелел взять во дворец, где «тое девицы смотрел и возлюбил и нарек царевной и в соблюдение предаде её сестрам своим, дондеже приспеет час женитьбы». Девушка была красивой, доктора признали её здоровой. Венчание состоялось через два дня после объявления, 16 января 1648 года в Москве. По настоянию царского духовника на свадьбе не были допущены «кощуны, бесовские играния, песни студные сопельные и трубное козлогласование», а исполнялись духовные песни — это находилось в русле царских указов 1648 года, когда в течение нескольких месяцев во всей стране были запрещены все увеселения, игры, празднества и шутки из-за религиозной ревности патриарха Иосифа.
Через 10 дней после этой свадьбы Морозов обвенчался с сестрой царицы — Анной Ильиничной.

### Жизнь в браке
Мария Ильинична, которая была старше мужа на 5 лет, родила Алексею Михайловичу 13 детей (четверо умерли в детстве, двое царствовали).
Во время Соляного бунта 1648 года, состоявшегося вскоре после свадьбы, царь с женой находились в Коломенском. Несмотря на то, что чернь требовала выдачи Морозова, расчёт последнего оказался верным, и царь не выдал свояка.
В 1654 и 1660 годах принимала в Золотой палате грузинскую царицу Елену Леоновну. В 1654 году, когда в Москве свирепствовало моровое поветрие, Мария Ильинична с детьми и всем двором нашли убежище в Калязинском монастыре; с нею был там и патриарх Никон; «царица с двором помещалась в построенном в 1641 г. братском корпусе, с того времени получившем название царского, а патриарх Никон в настоятельском, получившем с тех пор название патриаршего. Царица Мария в следующем, 1655 г., в память своего пребывания в Калязинском монастыре исходатайствовала ему степень архимандрии».

#### Благотворительность и церковная жизнь

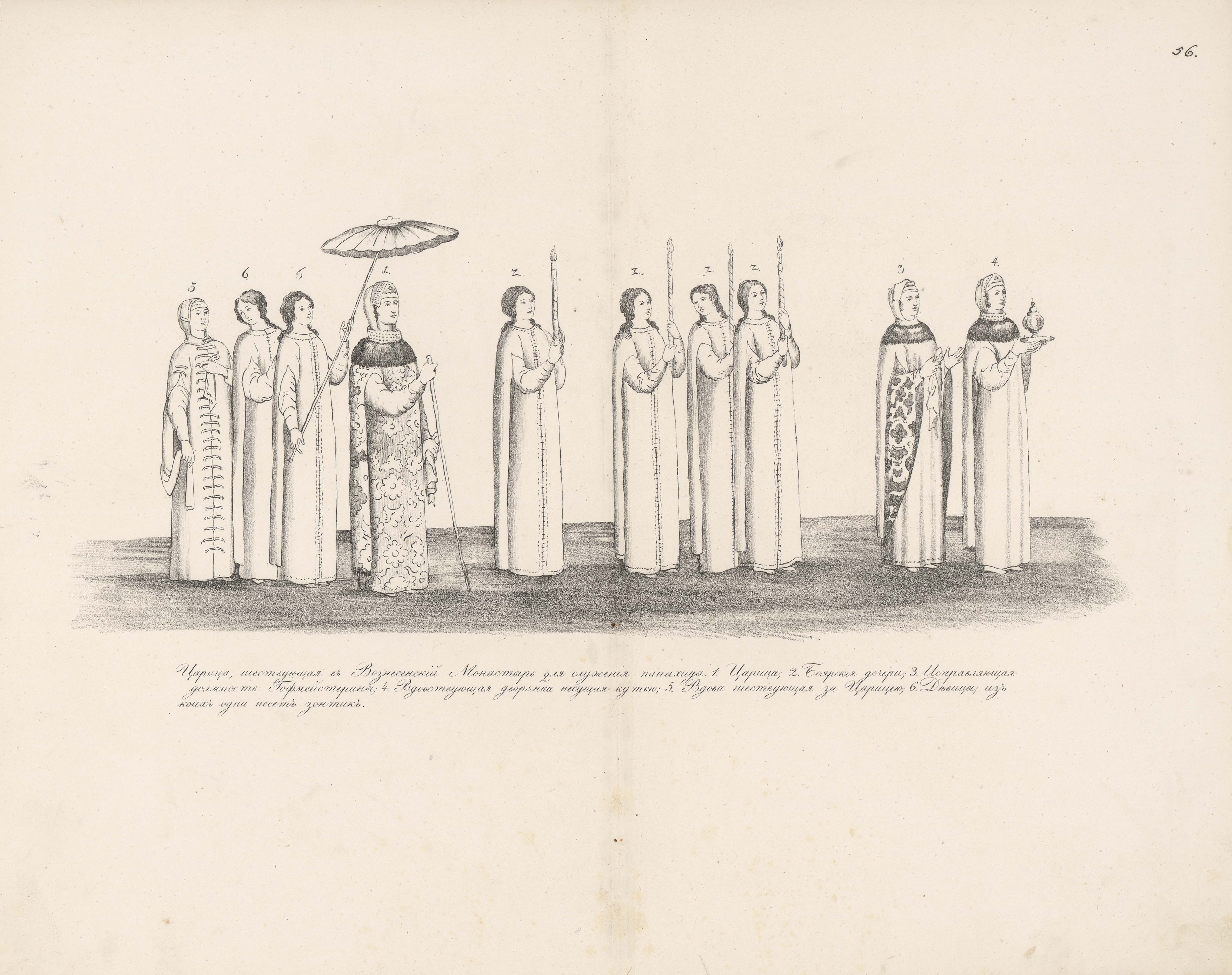
Торжественный выход царицы Марии Ильиничны в церковь. Рисунок из Альбома Мейерберга. XVII в.

Отличалась благотворительностью. Во время царского похода 1654 года царица Мария Ильинична выделила средства на устройство по городам госпиталей для больных и увечных. Помогал царице в её благотворительной деятельности Федор Михайлович Ртищев.
Своей небесной покровительницей считала св. Марию Египетскую, культ которой стал более важным в период её жизни. Единственным храмом преподобной Марии в Москве в XVII веке была церковь на Сретенке. С 1648 года празднование 1 апреля в честь святой Марии в Сретенском монастыре приобрело характер государственного праздника, на который съезжаются бояре, митрополиты, приходит торжественным выходом из Кремля патриарх. В 1668 году патриарх Иоасаф II поздравлял царицу в Сретенской обители: «Марта 31-го, святейший патриарх ходил в Стретенский монастырь, что на Устретенке, к вечерне и к молебну для празднества преподобной Марии Египецкия и для имянин государыни царицы и великой княгини Марьи Ильиничны, и на монастыре и идучи дорогою роздано нищим и бедным милостины 3 руб(ля)». В 1651—1652 годах Алексей Михайлович и Мария Ильинична вложили в Сретенскую обитель икону «Святые Алексий, человек Божий, и Мария Египетская» для местного ряда иконостаса собора. С царицей Марией Ильиничной связан также так называемый Мариинский колокол, изготовленный для церкви преподобной Марии Египетской в 1668 году. Торжественное почитание святой Марии Египетской в Сретенском монастыре как покровительницы царского рода Романовых-Милославских продолжалось и после смерти Марии Ильиничны (в 1669 году) вплоть до кончины царя Иоанна Алексеевича 29 января 1696 года.

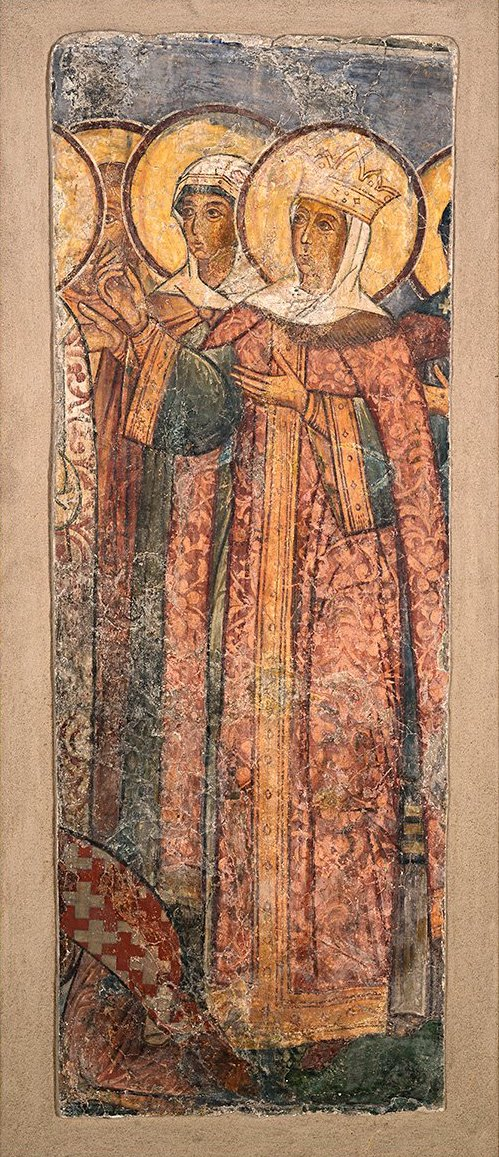
Фрагменты фрески с изображением царицы Марии Ильиничны Милославской

Троицкий Оптин монастырь (Болхов) также пользовался её вниманием — она была болховской уроженкой (Имение её отца «Ильинское» находилось в трёх верстах от Болхова). Здесь приняли «последнее целование» отец царицы Илия Милославский и её сестра Анна.

### Смерть
Скончалась 3 (13) марта 1669 года, в День прославления иконы Волоколамской Божьей Матери. «Государыня скончалась от родильной горячки через пять дней после тяжелейших родов, в которых Царица разрешилась от бремени восьмой Венценосной дочерью Евдокией Алексеевной младшей (1669—1669), прожившей, к несчастью, лишь два дня и скончавшейся 28 февраля (10 марта) 1669 года». К этому времени в живых оставалось 10 из 13 её детей, через три месяца скончался царевич Симеон, а ещё через несколько месяцев —царевич Алексей.
Через 6 дней после её кончины царю исполнилось 40 лет, 21 из которых он прожил в браке. Спустя 23 месяца и девять дней он женился вторично — на Наталье Кирилловне Нарышкиной.
Мария Милославская похоронена в Вознесенском соборе Вознесенского девичьего монастыря Московского Кремля. Её гробница была второй справа от южных ворот. «В течение трех лет после её кончины государь пожертвовал в монастырь две печатные книги бесед святого Иоанна Златоуста с надписью на них и устроил над надгробием великой княгини бархатный покров. После его разрушения в 1929 её останки перенесены в подвал Архангельского собора Московского Кремля.
Государь заказал сорокоуст для поминовения царицы в храме, который именовался в то время Новая церковь Спас, что у Троицких ворот Кремля.
Сказание о чудесах от икон Богородицы в Успенском девичьем монастыре Александровой слободы упоминает о чудесных явлениях покойной царицы Марии Ильиничны, покровительницы этого монастыря, монахиням:
Прихождаше некая девица именем Мавра из слободы Александровы, била челом отцу Корнилию, приходя в монастырь 5 лет, дабы ея принял во святую обитель и причел ко избранному стаду. Отец же Корнилий, видев ея слезы и прилежное прошение, прият ю. Она же поживе лето еди но, отец же Корнилий возложи на ню аггелский образ. Она же поживе 11 лет во мнишестве, в тяшких трудех и службах монастырских. По сем диаволским наваждением, от неразумия своего клятся клятвою великою, проклиная жизнь свою. И в тои час удари ея о землю, и пребысть в той болезни лютой годищное время. Видя же себе толико страждущу зелне, начат со слезами молитися Богу и Пресвятеи Богородице с великою верою и с сокрушенным сердцем. По сем видит в видении благоверную царицу Марию Ильичну со двема аггелома, среди трапезы стоящую. Монахиня же, трепещуще, стояше. Благоверная рече ей: «Старица, приближися ко мне». Она же рече: «Не смею, госпоже моя, приближитися к тебе, понеже заповедано нам от наставника нашего не приближатися к Вашему царскому величеству». Рече же ей царица: «Приближися ко мне, не бойся». Она же пришедши и припаде к честным ногам ея, и нача со слезами молитися. Благоверная же царица и великая княиня Мария Ильична глагола ей: «Остани». Она же, воставши от земли, просящи прощения. Благоверная же царица велиим гласом рече к ней: «Старица! Почто тако кленешися? Престани клятися — и исцелееши от недуга твоего». Паки виде видение старица Мария, держащи в своей руце икону Успения Пресвятыя Богородицы, а в другой руце — икону Казанския Богородицы. Тогда глас бысть от образа Успения Пресвятыя Богородицы, глаголющ ей: «Престани клятися, Марие, и здрава будеши от недуга твоего». И тако невидима бысть.

## Дети

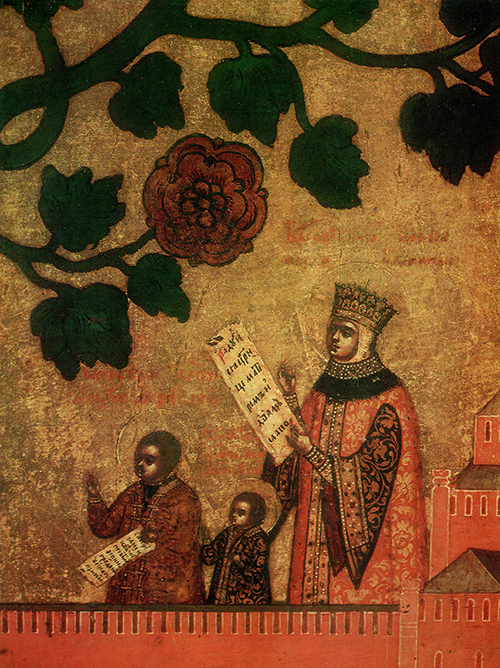
Мария Милославская с сыновьями Алексеем и Феодором. Деталь иконы Симона Ушакова «Похвала Богоматери Владимирской (Древо Московского государства)» (1668).

Царица Мария Ильинична родила 13 детей:
1. Дмитрий (22 октября (1 ноября) 1648 — 6 (16) октября 1649) — умер младенцем.
2. Евдокия (17 (27) февраля 1650 — 10 (21) мая 1712) — незамужняя.
3. Марфа (26 августа (5 сентября) 1652 — 19 (30) июня 1707) — незамужняя, в 46 лет приняла монашеский постриг с именем Маргарита.
4. Алексей (5 (15) февраля 1654 — 17 (27) января 1670) — умер в 15 лет.
5. Анна (23 января (2 февраля) 1655 — 8 (18) мая 1659) — скончалась в детском возрасте.
6. Софья (17 (27) сентября 1657 — 3 (14) июля 1704) — Государыня, Царевна и Великая княжна всея Руси (Правительница-регент Российского царства) (1682—1689).
7. Екатерина (27 ноября (7 декабря) 1658 — 1 (12) мая 1718) — незамужняя, крестила в православие будущую императрицу Екатерину Ι.
8. Мария (18 (28) января 1660 — 9 (20) марта 1723) — незамужняя.
9. Фёдор III (30 мая (9 июня) 1661 — 27 апреля (7 мая) 1682) — Государь, Царь и Великий Князь всея Руси (1676—1682).
10. Феодосия (29 марта (8 апреля) 1662 — 14 (25) декабря 1713) — незамужняя, приняла монашеский постриг с именем Сусанна (1698).
11. Симеон (3 (13) апреля 1665 — 18 (28) июня 1669) — умер ребёнком.
12. Иван V (27 августа (6 сентября) 1666 — 29 января (8 февраля) 1696) — Государь, Царь и Великий Князь всея Руси (вместе с Петром Ι) (1682—1696).
13. Евдокия (26 февраля (8 марта) 1669 — 28 февраля (10 марта) 1669) — умерла во младенчестве.

## Художественные отражения
- В телесериале «Раскол» (2011) роль царицы Марьи Ильиничны исполнила Юлия Назаренко.
- Царица Марья Ильинична — одна из главных героинь романа Н. М. Молевой, «Государыня — правительница Софья» (2000).